# ساتوشی کانازاوا
ساتوشی کانازاوا (انگلیسی: Satoshi Kanazawa؛ زادهٔ ۱۶ نوامبر ۱۹۶۲) دانشمند در زمینه روان‌شناسی فرگشتی اهل ایالات متحده آمریکا است.